# Nemacladus twisselmannii
Nemacladus twisselmannii är en klockväxtart som beskrevs av John Thomas Howell. Nemacladus twisselmannii ingår i släktet Nemacladus och familjen klockväxter. Inga underarter finns listade i Catalogue of Life.